# Świstak szary
Świstak szary (Marmota baibacina) nazywany także ałtajskim, dawniej ałtajsko-tiańszańskim lub dwubarwnym – gatunek gryzonia z rodziny wiewiórkowatych (Sciuridae).
Siedlisko i Występowanie: Częściej spotykany na stepach niż w wysokich górach; nie schodzi nigdy poniżej wysokości 800 m n.p.m. Zamieszkuje: Ałtaj, Mongolia, Chiny i wysoko położone doliny Kazachstanu. 
Opis: Umaszczenie szaro-żółte, niekiedy ciemniejsze na głowie, na grzbiecie z widoczną domieszką ciemniejszych, buro-brązowych włosów.  
Liczebność: Nieznana.